# Stern College for Women
El Col·legi Stern per a Dones, (en anglès nord-americà: Stern College for Women) és el col·legi universitari femení de ciència i belles arts de la Universitat Yeshiva. El col·legi està situat al campus Israel Henry Beren de la universitat, en la secció Murray Hill de Manhattan, Nova York.
El col·legi ofereix programes en ciències, ciències socials, humanitats i estudis jueus, juntament amb programes combinats de llicenciatura en odontologia, fisioteràpia i enginyeria, entre d'altres. El col·legi atorga el títol de belles arts, i també atorga el títol associat de llengua, literatura i cultura hebrea.
El pla d'estudis dual del col·legi Stern per a dones, inclou el programa bàsic d'estudis jueus, un curs de dos anys d'introducció a la Bíblia, Halacà, Llei jueva, i hebreu, que permet als estudiants sense els antecedents tradicionals de la ieixivà o de l'escola diürna, integrar-se al curs d'estudis jueus de la universitat.
El departament d'estudis jueus de Rebecca Ivry, ofereix cursos que van des de nivells elementals fins a nivells avançats en Bíblia, idioma hebreu, història jueva, filosofia jueva, lleis jueves i costums jueus. El programa d'honors Daniel Abraham, posa l'accent en l'escriptura, l'anàlisi crítica, l'enriquiment cultural, la tutoria individual i el desenvolupament de les habilitats de lideratge.
El Col·legi Stern per a Dones va ser fundat en 1954, gràcies a una donació del difunt industrial Max Stern. Actualment, el centre atén a més de 2.000 estudiants, procedents d'aproximadament dues dotzenes d'estats dels Estats Units, i d'un nombre similar de nacions, incloent als estudiants registrats a l'Escola de Negocis Sy Syms. Karen Bacon és la degana de l'escola. Molts dels estudiants de l'escola assisteixen als serveis religiosos de la sinagoga Adereth El, que està situada al carrer 29.
L'edifici es troba al número 245 de l'Avinguda Lexington, i és conegut comunament com l'edifici Stern. L'edifici és el centre del campus universitari, el qual inclou una sala d'estudi, una cafeteria, una biblioteca i un laboratori de ciències.